# Maglev espresso di Changsha
Il Maglev espresso di Changsha (长沙磁浮快线S, Chángshā cífú kuàixiànP) è un treno a levitazione magnetica che collega l'Aeroporto di Changsha-Huanghua con la stazione ferroviaria e metropolitana di Changsha Sud. È stata la seconda linea maglev della Cina ad essere costruita e la prima ad essere realizzata con tecnologia locale.

## Storia
I lavori di costruzione della linea furono avviati nel maggio 2014 e costarono un totale di 4,6 miliardi di yuan, circa 749 milioni di dollari. I test sulla linea ebbero inizio il 26 dicembre 2015 e il successivo 6 maggio 2016 venne aperta al pubblico, trasportando nei primi tre mesi di attività 560 000 passeggeri.

## Caratteristiche
La linea utilizza come materiale rotabile i treni Zhuifengzhe (追风者S, zhuīfēngzhěP, lett. "cacciatore di vento"), prodotti dall'azienda cinese CRRC Corporation nella fabbrica di Zhuzhou, che possono raggiungere una velocità massima di 100 km/h. I treni hanno una lunghezza totale di 48 metri e sono composti da 3 carrozze.